# دابل دراغون (فلم)
دابل دراغون (بالإنجليزية: Double Dragon)، هو فيلم سينمائي أمريكي عرض سنة 1994م ببطولة مارك داكاسكوس وسكوت وولف، وهو مقتبس من لعبة الفيديو الشهيرة دابل دراغون، وتدور قصته حول أخوين هما جيمي وبيلي، ويهدف لمحاربة قطاع الطرق والمجرمين في مدينة لوس أنجلوس سنة 2007م.

## الإستقبال
انتقدت صحيفة واشنطن بوست للفيلم، ووصف الفيلم بأنها ليست المفضلة شعبياً.